# カタリーナ・フォン・ザクセン＝ラウエンブルク
カタリーナ・フォン・ザクセン＝ラウエンブルク （Katharina von Sachsen-Lauenburg、1513年9月24日 - 1535年9月23日）は、スウェーデン王グスタフ1世の最初の王妃。スウェーデン語名カタリーナ・アヴ・サクセン＝ラウエンブリ（Katarina av Sachsen-Lauenburg）。ザクセン＝ラウエンブルク公マグヌス1世の娘として、ラッツェブルクで生まれた。

## 生涯
グスタフ1世がカタリーナと結婚したのは政治的理由からであった。彼は国内で宗教改革を推進しており、反対勢力から王座を守り抜くにはドイツのプロテスタント君主と緊密な関係を保つ必要があった。カタリーナとの結婚で、グスタフ1世はデンマークとの関係が密になった。カタリーナの実姉ドロテアが、デンマーク王太子クリスチャン（後のクリスチャン3世）と婚約していたのである。
グスタフ1世との結婚は、最初から波乱含みであった。その状態は1533年にカタリーナが王子エリク（後のエリク14世）を生んで以降も続いたのである。カタリーナは1人で宮廷に放っておかれ、不幸で、スウェーデン語を習得することもなかった。
戴冠を控えた義兄クリスチャン3世がスウェーデンを訪問していた間、グスタフ1世がクリスチャン3世を殺そうと計画しているとカタリーナは告発した。クリスチャン3世が帰国して間もなく、1535年9月23日にカタリーナは急死し、ウプサラ大聖堂に埋葬された。
カタリーナの死後、グスタフ1世の政敵から王妃の死因に関する噂が流れた。グスタフ1世がカタリーナを大きなハンマーで殴り殺したというものだった。グスタフ1世が妻の急死にいかに関わったかはいまだ不明であるが、カタリーナの実家であるザクセン＝ラウエンブルク家からは何の公式な告発もなかった。